# Ковтунович, Дмитрий
Дмитрий Ковтунович (эст. Dmitri Kovtunovitš; 11 мая 1991, Таллин) — эстонский футболист, защитник.

## Биография
Воспитанник таллинского клуба ТФМК. С 2007 года играл на взрослом уровне за вторую команду клуба. После расформирования ТФМК в 2009 году перешёл в «Нымме Калью», где поначалу тоже играл за дубль. В основном составе дебютировал 10 апреля 2010 года в матче высшей лиги Эстонии против «Калев» (Силламяэ). Первый гол в чемпионате забил 28 августа 2010 года в ворота «Тулевика». Всего в сезоне 2010 года сыграл 19 матчей и забил один гол за «Нымме Калью», в следующем сезоне выступал только за дубль.
В 2012 году перешёл в «Инфонет», с которым в том же сезоне победил в турнире первой лиги, а на следующий год сыграл 20 матчей в высшей лиге. В 2014 году выступал в высшей лиге за «Пайде ЛМ». Стал финалистом Кубка Эстонии 2014/15, но играл только в осенней части турнира. После ухода из «Пайде» в течение полутора лет не выступал в официальных турнирах. В 2017 году играл за «Калев» (Силламяэ), по окончании сезона клуб был расформирован.
В 2018 году присоединился к столичному клубу «Легион», с которым за два сезона поднялся из третьего дивизиона в высший. В высшей лиге в 2020—2021 годах сыграл за «Легион» 32 матча и забил 2 гола. В 2022 году перешёл в «Левадию», где играл за дубль и входил в тренерский штаб команды.
Всего в высшем дивизионе Эстонии сыграл 126 матчей и забил 3 гола (на конец сезона 2022 года).
Выступал за сборные Эстонии младших возрастов.